# Weisses Buch von Sarnen

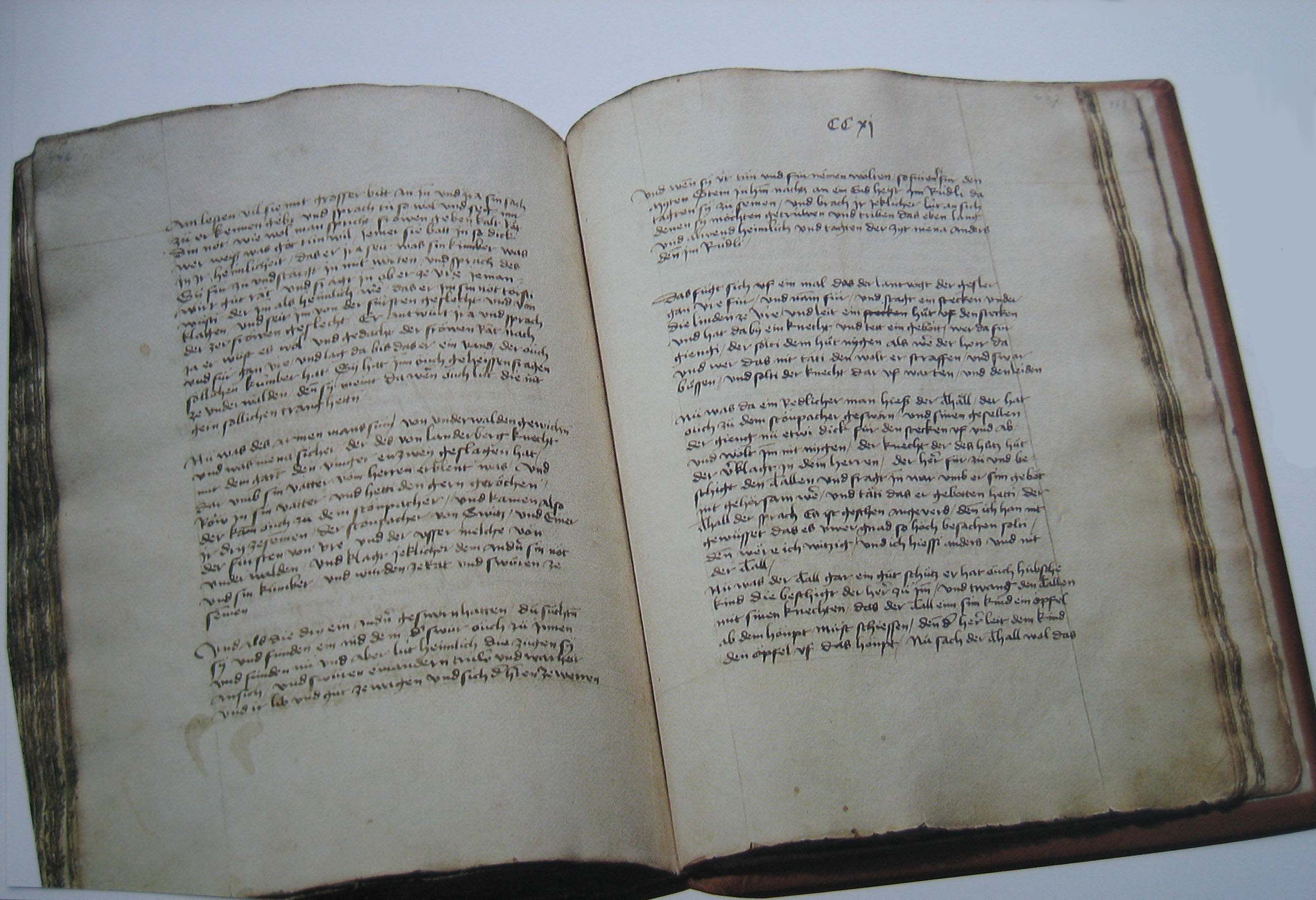
Weisses Buch von Sarnen

Weisses Buch von Sarnen, nebo také v překladu Bílá Kniha ze Sarnenu je sbírkou středověkých rukopisů z konce 15. století od Hanse Schribera.
Tento svazek o 258 stranách, byl takto pojmenován kvůli bílému pergamenu, ve kterém byl vázán. Weisses Buch von Sarnen obsahuje jedny z nejdřívějších odkazů na švýcarského národního hrdinu Viléma Tella.
Dnes je jediný existující exemplář knihy uchováván ve Státním archivu kantonu Obwalden, sídlícím ve městě Sarnen, ze kterého je také odvozen všeobecně známý název knihy.

## Tvorba a struktura
Weisses Buch von Sarnen byla vytvořena v roce 1474 písařem Hansem Schriberem. Schriberova kniha se skládá ze dvou částí.
První část je delší a obsahuje 77 různých dokumentů, které Schriber opsal z originálních dokumentů uložených v archivech Sarnenu. Do této dokumentární sekce Schriber přidal krátkou pasáž o nejstarší historii Švýcarské Konfederace.
Druhá část je kratší a skládá se s 25 stran, ve kterých je zmíněna Rütli přísaha (Německy: Rütlischwur), Burgenbruch a hrdinské činy Viléma Tella.

## Vliv
Ačkoli Weisses Buch von Sarnen obsahuje jedny z nejstarších odkazů na příběhy Viléma Tella, nepřispívá příliš k legendě jako takové, protože jen velmi málo lidí mělo ke sbírce přístup. Byli to například Petermann Etterlin a Aegidius Tschudi.
Jediná dochovaná kopie knihy byla náhodou objevena v roce 1856, a to i přesto, že byla dlouhé roky považována za ztracenou. Nicméně vědci se neshodují v názoru na to, jestli se jedná o originál, nebo pouze kopii staršího rukopisu psaného okolo roku 1426.